# Park Osiedlowy w Rybniku
Park Osiedlowy w Rybniku – park miejski w Rybniku w dzielnicy Boguszowice Osiedle, położony przy ulicy Bogusławskiego. Powierzchnia parku wynosi 39 tys. m².

## Historia
Park został założony z inicjatywy KWK Jankowice w latach 60. XX wieku, w przeszłości był znany jako Park XXX-lecia PRL. Na zalesionym terenie powstały ścieżki, boiska, ponadto wybudowano estradę z muszlą koncertową. Park był ulubionym miejscem wypoczynku górników i ich rodzin. Odbywały się w nim regularnie festyny i inne imprezy, głównie z okazji świąt narodowych.
Pod koniec lat 90. XX wieku został przekazany Gminie Rybnik, która przeprowadziła generalny remont części parku. Odtworzono amfiteatr, wybudowano nową estradę, wykonano oświetlenia, zmodernizowano ścieżki. W roku 2000 w parku powstał plac zabaw, a na boisku „skate park”.

## Przyroda
Zieleń parkowa to przede wszystkim: sosny, dęby, lipy i brzozy.